# Walter Weidauer
Walter Weidauer, né le 28 juillet 1899 à Lauter et mort le 13 mars 1986 à Dresde, est un homme politique allemand puis est-allemand, affilié au Parti communiste d'Allemagne puis au Parti socialiste unifié d'Allemagne. Il fut surtout connu pour être le maire de la ville de Dresde durant de nombreuses années.

## Biographie

### Le militant communiste
Fils d'un vannier, il suit un apprentissage de menuisier de 1914 à 1917. En 1916, il rejoint le mouvement de la jeunesse prolétarienne, puis en 1920 il adhère au Parti social-démocrate indépendant d'Allemagne (USPD) qu'il quitte fin 1921. Au début de 1922, il rejoint le Parti communiste d'Allemagne (KPD).
Il est conseiller municipal KPD à Zwickau de 1924 à 1928. En juillet 1932, le parti le désigne pour l'élection au Reichstag dont il est membre de facto jusqu'en mars 1933. Bien que son mandat au Reichstag soit confirmé lors des élections législatives de mars 1933, il ne peut plus l'exercer en raison de la persécution des communistes par les nazis qui débute alors. Après avoir été arrêté à plusieurs reprises entre 1933 et 1935, il émigre à Prague en 1935, puis au Danemark. Il y est arrêté à nouveau en 1941 et extradé vers le Troisième Reich.

### Le maire de Dresde
Après la guerre, il adhère à nouveau au KPD. Après la fondation du Parti socialiste unifié d'Allemagne (SED), il est bourgmestre de Dresde de 1946 à 1958, membre du parlement du Land de Saxe de 1946 à 1951, et de 1958 à 1961 président du conseil de district de Dresde. Il est connu pour avoir déclaré : « Dresde la socialiste n'a besoin ni d'églises ni de façades baroques. »
Il est citoyen d'honneur de la ville de Dresde. À l'occasion du 90e anniversaire de sa naissance en 1989, la Rathausplatz de Dresde (Place de la Mairie) est rebaptisée Walter-Weidauer-Platz, mais ce renommage est annulé en 1990 après l'effondrement du régime est-allemand.
Il est le père de l'historienne de la philosophie et éditrice Inge Taubert (de) (1928-2009).

## Distinctions
Il a reçu, entre autres, l'ordre de Karl-Marx (1969) et l'Étoile de l'amitié des peuples (1979).